# 朱利奧·皮納利
朱利奧·皮納利（義大利語：Giulio Pinali，1997年4月2日—），義大利男子排球運動員。他是義大利國家男子排球隊的成員，並代表義大利獲得了2021年歐洲男子排球錦標賽和2022年世界男子排球錦標賽的冠軍。

## 外部連結
- 朱利奧·皮納利在European Volleyball Confederation（英语）
- 朱利奧·皮納利在WorldofVolley（英语）
- 朱利奧·皮納利在Lega Pallavolo Serie A（意大利语）